# A-495
La carretera A-495 es una vía interurbana de la red de carreteras de la Junta de Andalucía, que une las localidades onubenses de Gibraleón y Rosal de la Frontera, perteneciendo a la Red básica de articulación. Constituye una de las conexiones intercomarcales entre la comarca metropolitana de Huelva, El Andévalo y la Sierra de Huelva. Pasa junto a los núcleos de población de San Bartolomé de la Torre, Alosno, Cabezas Rubias, Santa Bárbara de Casa y Rosal de la Frontera.

## Datos de tráfico
La A-495 sale de una intersección con la N-431, cerca de Gibraleón, y finaliza en una intersección con la N-433, en Rosal de la Frontera. La intensidad media de tráfico diario va descendiendo con el alejamiento de Gibraleón. En su primer tramo, hasta San Bartolomé de la Torre, se contabilizan de 5.000 a 7.500 vehículos/día, descendiendo al intervalo de 2.000 a 5.000 vehículos/día para el tramo desde San Bartolomé hasta la A-475 en Tharsis. El siguiente tramo hasta Santa Bárbara de Casa registra entre 1.000 a 2.000 vehículos/día, y desde esa ciudad hasta el final aún desciende hasta los 500-1.000 vehículos/día. El porcentaje de vehículos pesados crece en sentido inverso, desde el 6%, cerca de Gibraleón, hasta un 13% en su último tramo.
La carretera A-495 posee una velocidad media comprendida entre 70 y 80 km/h entre Gibraleón y San Bartolomé; desde este punto hasta Cabezas Rubias, la velocidad media es 80-90 km/h, siendo superior a 90 km/h en el resto de su recorrido hasta Rosal de la Frontera.